# 비제로 복귀
비제로 복귀(Non-Return-to-Zero, NRZ) 또는 비제로 회귀 기록은 디지털 인코딩의 한 형태이며, 어떠한 신호를 물리 계층에서 전송할 때 쓰이는 이 방법이다. NRZ에서는, '1'과 '0'의 2진값 각각을 양(+)의 전압값과 부(-)의 전압값으로 변환한다. 영점 비복귀, 비 제로 복귀 반전, NRZ 방식이라고도 한다.

## 종류
| 코드명 | 다른 이름 | 완전한 이름                 |
| ------ | --------- | --------------------------- |
| NRZ(L) | NRZL      | Non-return-to-zero level    |
| NRZ(I) | NRZI      | Non-return-to-zero inverted |
| NRZ(M) | NRZM      | Non-return-to-zero mark     |
| NRZ(S) | NRZS      | Non-return-to-zero space    |
| NRZ(C) | NRZC      | Non-return-to-zero change   |

### NRZI
NRZI(Non-Return-to-Zero, Inverted)는 디지털 인코딩의 한 형태이며, 어떠한 신호를 물리 계층에서 전송할 때 쓰이는 이 방법이다. NRZ와는 반대로, NRZI에서는, '0'과 '1'의 2진값 각각을 양(+)의 전압값과 부(-)의 전압값으로 변환한다.

## 같이 보기
- UART